# Edita Kadirić
Edita Kadirić (Banja Luka, 2. januar 1976) je savremena vizuelna umetnica čiji se rad bazira na istraživanju prepoznavanja i nelagode kroz vizuelni “storytelling”. Izlagala je na mnogim samostalnim i kolektivnim izložbama u zemlji i inostranstvu. Dobitnica je brojnih priznanja i nagrada. Živi i stvara u Francuskoj, Španiji i Srbiji.

## Biografija
Edita Kadirić rođena je 2. januara 1976. godine u Banja Luci (SFRJ).
1993. upisuje Akademiju umetnosti, UNS, Novi Sad, Odsek za grafiku, kao najmlađa studentkinja, a završava je 1997. godine kao dobitnica Godišnje nagrade za grafiku.
Između 1997. i 1999. pohađa postdiplomske studije crteža na Fakultetu likovnih umetnosti, Akademija umetnosti, Univerzitet u Beogradu, kod profesora Čede Vasića.
Master studije Intermediji u umetnosti (Produkcija i Istrazivanje, 2014-2015) završava na Univerzitetu u Barseloni (Universitat de Barcelona), Barcelona (Španija).
U periodu 2000-2016. godine zastupala ju je u Prom-Galerie u Minhenu, Nemačka a 2016-2020 srarađivala je sa galerijom Carmen Würth, Künzelsau (Nemačka).
Izlagala je na mnogim samostalnim i kolektivnim izložbama u zemlji i inostranstvu. Dobitnica je brojnih priznanja i nagrada. Živi i stvara u Francuskoj, Španiji i Srbiji.
Kroz bazični medij crteža i animacije Edita Kadirić istražuje ljudsku psihologiju koristeći različite interpretacije, uključujući teatralnost kao poseban efekat pozornosti. Analizira i propituje društvene odnose moći o položaju i (političkoj) svesti žena čime se približava feminističkoj umetnosti. Njeni likovi devojčica, devojaka i žena medijumi su različitih psihičkih stanja, unutrašnjih konflikata, ali i različitih faza fiziološkog i psihološkog razvoja (sazrevanja).

## Izložbe (izbor)

### Samostalne izložbe (izbor)[1][2][6]
- 2022, Cocoon, Museum Würth, Künzelsau (Nemacka).
- 2022, Kasting, Galerija ULUS, Beograd (Srbija).
- 2021, Hormonology, Muzej Savremene Umetnosti Vojvodine (MSUV), Novi Sad (Srbija).[6]
- 2019, Lady of hormones, Savremena galerija, Subotica (Srbija).
- 2018, Telo kao medij, Galerija Vinko Perčić, Subotica (Srbija).
- 2014, Artefonia, Prom-Galerie, Munich (Nemacka).
- 2011, Prom-Galerie, Munich (Nemacka).
- 2007, Prom-Galerie, Faro (Portugal).
- 2006, Vanilla, Prom-Galerie, Munich (Nemacka).
- 2005, Diaries, Underground Gallery, Pecuj (Madjarska).
- 2004, Camera obscura, Prom-Galerie, Munich (Nemacka).
- 2001, Age of tenderness, Prom-Galerie, Munich (Nemacka).
- 2000, Autodraw, Savremena galerija, Subotica (Srbija).
- 1999, Masters Izložba, Subotica (Srbija).
- 1999, Galerija Diplomatskog kluba, Belgrade (Srbija).
- 1998, Gallery Artic, Calw (Nemacka).
- 1997, Crteži i osećanja, Galerija Franzer, Subotica (Srbija).
- 1995, Edita na kraju paukomanije, Savremena galerija, Subotica (Srbija).

### Kolektivne izložbe (izbor)[2][7][8][9]
- 2022, AWAKEN - First order and beyond, DRAWinternational, Caylus (Francuska).
- 2022, Silent recovery, Art hangar, Subotica (Serbia).
- 2018, Artikulacije I, Reformistička crkva, Pancevo (Srbija).
- 2018, Noć muzeja Calafell, Museu Casa Barrall, Calafell (Španija).
- 2018, Kolekcija Carmen Würth, Museum Würth, Künzelsau (Nemacka).
- 2017, Punk music poetry, Capella de Sant Joan Cultural Center, Vilafranca del Penedès (Spain).
- 2017, La Trastera’s artists, SWAB International Fair of Art, Barcelona (Španija).
- 2017, Rad na papiru, Museu Molí Paperer de Capellades, Barcelona (Španija).
- 2016, Mamba pinka, Apartament33, Performance, Drawing and Animation, Calafell (Španija).
- 2016, Multitasking, La trastera, Barcelona (Španija).
- 2016, IX Bijenale umetnosti Riudebitlles, Sant Pere de Riudebitlles (Španija).
- 2015, Milk and Blood of Unicorn, Fabra i Coats, Barcelona (Španija).
- 2015, Multiple spaces, Espai Colona, Barcelona (Španija).
- 1998, Galerija Grad studenata, Beograd (Srbija).
- 1996, Crteži, Kunstsalon-Jungend Podium, Novi Sad (Srbija).
- 1994, Subcontinental cab, Galerija Vinko Perčić, Subotica (Srbija).

## Nagrade i stipendije (izbor)[2]
- 2018, Rezident DRAW INTERNATIONAL, Caylus (Francuska).
- 2016, Prva nagrada IX Bienale umetnosti Riudebitlles, Sant Pere de Riudebitlles, Barcelona (Španija).
- 2015, Rezident PRODART, Fabra and Coats Factory of Creation, Barcelona (Španija).
- 2007, Rezident Cité International des Arts, Paris (France).
- 2006, Rezident Cité International des Arts, Paris (France).
- 2005, Bienale studentskog crteža Nagrada, Univerzitet Umetnosti, Beograd (Srbija).
- 2000, Crteži bienala Nagrada, Univerzitet Umetnosti, Beograd (Srbija).
- 1997, Dr. Ferenz Bodrogvari Nagrada, Subotica (Srbija).
- 1997, Nagrada najbolji student generacije, Akademija Umetnosti, Novi Sad (Srbija).
- 1996, Nagrada za izuzetne umetničke rezultate, Akademija Umetnosti, Novi Sad (Srbija).
- 1995, Nagrada za izuzetne umetničke rezultate, Akademija Umetnosti, Novi Sad (Srbija).